# 라가시
유프라테스강과 티그리스강 사이 거의 중간쯤에 위치한 라가시(아카드어 Lagaš; 수메르어 LAGAS = ŠIR.BUR.LAKI; 현대의 텔 알히바(Tell al-Hiba)는 수메르 시대와 그 후 바벨 왕국의 옛 도시들 중 하나이다.
근처의 기르수(현대의 텔로(Telloh))는 라가시의 종교 중심지였다.

## 지도
| 모술바그다드테헤란유프라테스강티그리스강니푸르기르수라가시마라드우루크우바이드우르에리두키시수사안샨마리아카드이신라르사바빌론아수르니네베님루드두르샤루킨class=notpageimage\| 메소포타미아의 고대 도시들 : 수메르의 도시 : 엘람의 도시 : 아카드 제국의 도시 : 아모리인의 도시 : 바빌로니아의 도시 : 아시리아의 도시 : 현대의 이라크 · 이란의 도시 |

## 역사

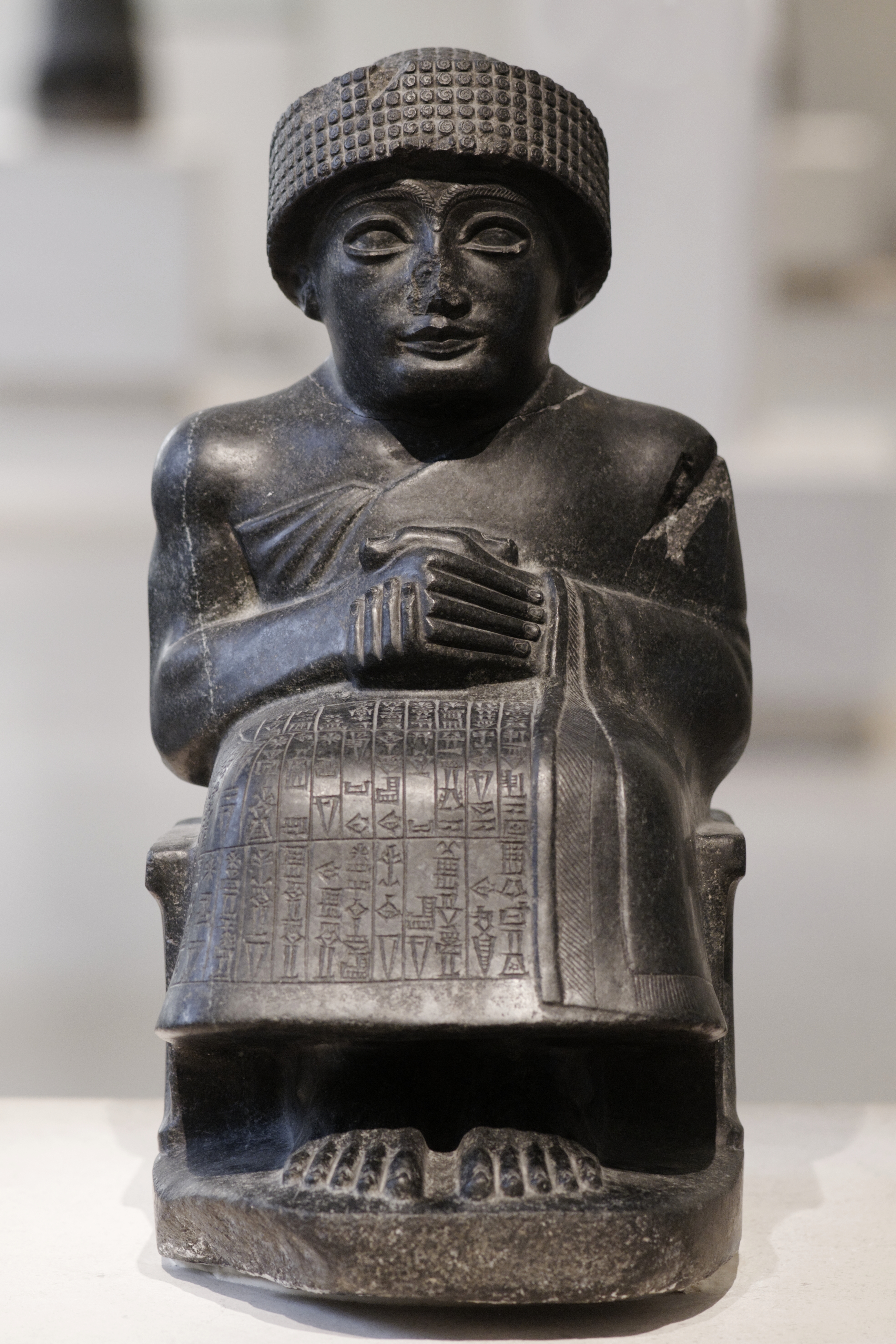
라가시의 구데아, 텔로에서 발견된 섬록암 조각상, 루브르

텔로에서 발견된 40,000 여점의 왕정문서에 따르면, 라가시는 수메르 지역에서 기원전 3000년경 가장 중요한 위치를 차지한 도시였다. 수메르 왕명록에 포함되지 않은 라가시 제1왕조에 속한 왕들이 건물을 짓고, 관개시설을 보수하며, 주위 도시국가들과 전쟁을 한 기록들이 남아 있다.
우르-난쉐(Ur-Nanshe 혹은 Ur-Nina)(기원전 2400년경)와 그의 후계자들은 주위 수메르 도시국가들 특히 움마(Umma)와 영토분쟁이 있었으며, 우르(Ur), 우룩(Uruk), 마리(Mari), 동쪽의 엘람인들, 북쪽의 수바르투(Subartu)와 키시의 왕들과 겨루었다.
라가시 제1왕조 마지막 왕 우르이님기나(혹은 우르카기나)는 움마의 루갈자게시에게 정복당했는데, 곧 수메르 지방 전체가 셈족에게 정복을 당하여 독립을 상실하고, 악카드 왕국의 사르곤왕과 그 후계자들의 속국이 된다.
악카드 왕국이 멸망한 이후에도 라가시는 계속해서 수메르의 문화, 예술 발전의 중심지였다. 실제로 라가시 왕조와, 그 직후의 우르, 우르-구르(Ur-Gur), 둔기(Dungi) 왕조 때에 수메르 문명은 예술적으로 최고조에 달하였다.
구티족의 압박으로 사르곤의 악카드 왕국이 붕괴된 이후에, 라가시는 다시 한번 우르-바바(Ur-baba)와 구데아의 치세하에 번성하여, 먼 지역까지 이르는 무역을 벌였다.
구데아 자신의 기록에 따르면, 그는 아마누스와 시리아의 레바논 산맥에서 삼나무를 들여왔고, 아라비아 동부로부터 섬록암을, 중부와 남부 아라비아와 시나이로부터 구리와 금을 들여왔고, 그의 군대는 동쪽의 엘람과 전투를 벌였다.
그의 치세는 특히 예술적 발전이 두드러졌다.
구데아는 사르곤 이후에 스스로를 신격화한 첫 번째 지도자였다.
수메르 여러 사원들에서 발견되는 그의 조각상들은 이전에는 찾을 수 없는 실물 위주의 현실주의로 표현되어 있어 젊고 독실한 신앙을 가진 지도자의 얼굴을 쉽게 알아볼 수 있다. 그의 동상들은 앉거나 선 자세로 신에게 기도하는 모습을 하고 있다. 구데아는 당시 예술적 발전을 적극적으로 활용하여, 자신의 생김새를 수천년 후세에게까지 알리고자 하는 바램을 성취하였다. 당시 평민들은 스스록 조각상을 만들 만한 권위를 갖지 못했다.
셈족에 의해 정복되기 전, 우르-난쉐(Ur-Nanshe), 에안나툼(Eannatum), 엔메테나(Enmetena) 등이 다스리던 시절의 일부 작품들은 아주 인상적이다.
특히 전쟁에 나선 군사들과 왕의 모습이 남아있는 에안나툼의 독수리 석판과, 라가시의 문장(紋章)-날개를 펼치고, 발톱으로 사자를 쥐고 있는, 사자머리 독수리-이 새겨진 거대한 은제 물병이 유명하다.
구데아왕 때 라가시의 수도는 기르수(텔로)였다.
왕국의 영토는 대략 1,600km2에 달하였고, 17개의 큰 도시들과, 여덟 개의 지방수도, 많은 마을들(이름이 알려진 것만 40개정도 된다.)을 포함하였다.
한 추정에 따르면, 라가시는 기원전 2075년부터 2030년 사이에 가장 거대한 도시였다. 보관됨 2016-08-18 - 웨이백 머신
구데아 이후에도 라가시에는 계속해서 사람들이 거주했으나 정치적인 세력은 잃은 것으로 보인다. 적어도 이후 그리스 왕국 카라센(Characene)에 편입되고, 그 위에 셀레우시드(Seleucid 또는 셀리우키아) 요새가 건설될 때까지는 라가시를 간접적으로 언급하는 자료들 이외에는 중요한 자료를 찾을 수 없다.
텔로에서 발견된 유물들은 현재 바빌로니아에서 발견된 다른 유물들과 함께 프랑스 루브르 박물관에 전시되어 있다.

## 라가시 왕조

### 라가시 제1왕조
- 엔헨갈 (c. 2550 BC)
- 루갈샤엔게르(루갈-수구르), 고제사장 or 파테시 (c. 2510)
- 우르난쉐 (우르-니나), 왕 (c. 2480)
- 아쿠르갈 (c. 2450)
- 에안나툼, 왕 (c. 2445) 제국을 창건하였다.
- 에안나툼 1세, 고제사장 (c. 2440) 움마에 속하였다.
- 엔메테나, 왕 (c. 2400)
- 에안나툼 2세 (c. 2390)
- 에니타르지 (c. 2385)
- 루갈란다 (2384–2378)
- 우르이님기나 = 우르카기나, 왕 (2378–2371)

### 라가시 제2왕조
| 군주                   | 재위                      | 비고                            |
| ---------------------- | ------------------------- | ------------------------------- |
| 키쿠이드               |                           |                                 |
| 엔길사                 |                           |                                 |
| 우르아                 |                           |                                 |
| 루갈우슘갈             |                           |                                 |
| 푸제르마마             |                           | 샤르-칼리-샤리와 동시대         |
| 우르우투               |                           |                                 |
| 우르마마               |                           |                                 |
| 루바바                 |                           |                                 |
| 루갈라                 |                           |                                 |
| 카쿠 또는 카국         |                           |                                 |
| 우르바우 또는 우르바바 | 2093 BC - 2080 BC (short) |                                 |
| 구데아                 | 2080 BC - 2060 BC         | 우르바바의 사위                 |
| 우르닌기르수           | 2060 BC - 2055 BC         | 구데아의 왕자                   |
| 피리그메 or 우그메     | 2055 BC - 2053 BC         |                                 |
| 우르가르               | 2053 BC - 2049 BC         |                                 |
| 남마하니               | 2049 BC - 2046 BC         | 카쿠의 손자, 우르남무에 패하다. |

## 같이 보기
- 수메르
- 바빌로니아
- 메소포타미아